# Campeonato da Europa de Atletismo de 2018 - 1500 m masculino
A prova dos 1500 metros masculino do Campeonato da Europa de Atletismo de 2018 foi disputada entre os dias 8 e 10 de agosto de 2018 no Estádio Olímpico de Berlim em Berlim,  na Alemanha. 

## Recordes
Antes desta competição, os recordes mundiais e do campeonato nesta prova eram os seguintes:
|                       | Nome               | Nacionalidade | Tempo    | Local    | Data                |
| --------------------- | ------------------ | ------------- | -------- | -------- | ------------------- |
| Recorde mundial       | Hicham El Guerrouj | Marrocos      | 3m26s00  | Roma     | 14 de julho de 1998 |
| Recorde do campeonato | Fermín Cacho       | Espanha       | 3m35s 27 | Helsinki | 9 de agosto de 1994 |
| Recorde europeu       | Mo Farah           | Reino Unido   | 3m28s81  | Mônaco   | 19 de julho de 2013 |

## Medalhistas
| Ouro                     | Prata                    | Bronze              |
| Jakob Ingebrigtsen (NOR) | Marcin Lewandowski (POL) | Jake Wightman (GBR) |

## Cronograma
Todos os horários são locais (UTC+2).
| Data         | Hora  | Evento  |
| ------------ | ----- | ------- |
| 8 de agosto  | 12:15 | Bateria |
| 10 de agosto | 21:50 | Final   |

## Resultados

### Bateria

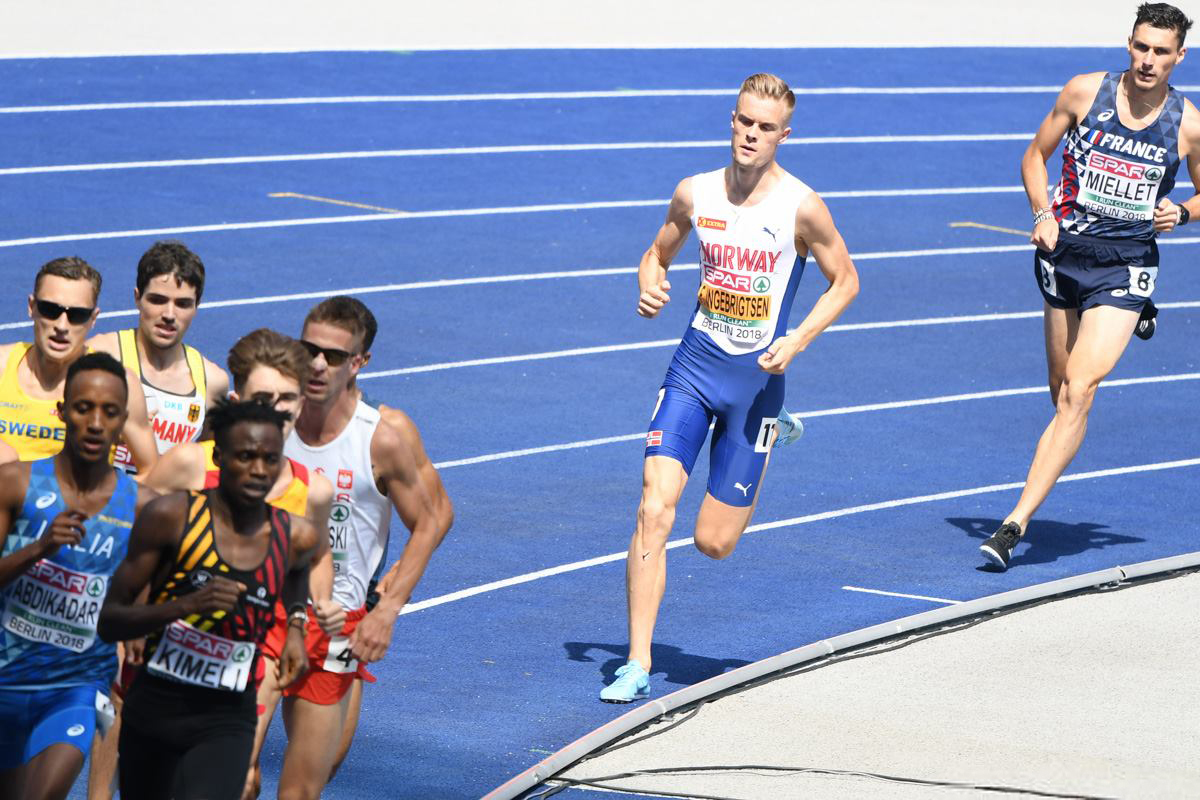
Bateria 2

Qualificação: 3 atletas de cada bateria  (Q) mais os 4 melhores qualificados (q). 
| Posição | Bateria | Raia | Atleta               | Nacionalidade      | Tempo   | Notas |
| ------- | ------- | ---- | -------------------- | ------------------ | ------- | ----- |
| 1       | 3       | 2    | Jake Wightman        | Grã-Bretanha       | 3:40.73 | Q     |
| 2       | 2       | 4    | Marcin Lewandowski   | Polónia            | 3:40.74 | Q     |
| 3       | 2       | 7    | Charlie Grice        | Grã-Bretanha       | 3:40.80 | Q     |
| 4       | 3       | 1    | Jakob Ingebrigtsen   | Noruega            | 3:40.81 | Q     |
| 5       | 3       | 7    | Joao Bussotti        | Itália             | 3:40.87 | Q     |
| 6       | 2       | 11   | Filip Ingebrigtsen   | Noruega            | 3:40.88 | Q     |
| 7       | 3       | 3    | Simas Bertašius      | Lituânia           | 3:40.95 | q     |
| 8       | 2       | 10   | Timo Benitz          | Alemanha           | 3:41.01 | q     |
| 9       | 3       | 8    | Ismael Debjani       | Bélgica            | 3:41.09 | q     |
| 10      | 2       | 3    | Mohad Abdikadar      | Itália             | 3:41.09 | q     |
| 11      | 2       | 2    | Kalle Berglund       | Suécia             | 3:41.25 |       |
| 12      | 3       | 9    | Simon Denissel       | França             | 3:41.67 |       |
| 13      | 3       | 5    | Elmar Engholm        | Suécia             | 3:42.01 |       |
| 14      | 3       | 6    | Marius Probst        | Alemanha           | 3:42.37 |       |
| 15      | 2       | 6    | Isaac Kimeli         | Bélgica            | 3:42.77 |       |
| 16      | 3       | 4    | Jan Hochstrasser     | Suíça              | 3:42.80 |       |
| 17      | 2       | 5    | Adrian Ben           | Espanha            | 3:42.81 |       |
| 18      | 3       | 10   | Tamás Kazi           | Hungria            | 3:42.98 |       |
| 19      | 2       | 9    | Amine Khadiri        | Chipre             | 3:45.97 |       |
| 20      | 1       | 9    | Chris O'Hare         | Grã-Bretanha       | 3:49.06 | Q     |
| 21      | 1       | 5    | Homiyu Tesfaye       | Alemanha           | 3:49.28 | Q     |
| 22      | 1       | 3    | Henrik Ingebrigtsen  | Noruega            | 3:49.54 | Q     |
| 23      | 1       | 4    | Johan Rogestedt      | Suécia             | 3:49.73 |       |
| 24      | 1       | 2    | Jakub Holuša         | Chéquia            | 3:49.82 |       |
| 25      | 1       | 10   | Charles Grethen      | Luxemburgo         | 3:49.97 |       |
| 26      | 1       | 7    | Ferdinand Kvan Edman | Noruega            | 3:50.26 |       |
| 27      | 1       | 11   | Baptiste Mischler    | França             | 3:50.96 |       |
| 28      | 2       | 8    | Alexis Miellet       | França             | 3:51.61 |       |
| 29      | 1       | 12   | Volodymyr Kyts       | Ucrânia            | 3:52.77 |       |
| 30      | 1       | 8    | Peter Callahan       | Bélgica            | 3:54.23 |       |
| 31      | 2       | 1    | Benjámin Kovács      | Hungria            | 3:54.29 |       |
| 32      | 3       | 11   | Harvey Dixon         | Gibraltar          | 3:54.70 |       |
| 33      | 1       | 1    | Dario Ivanovski      | Macedônia do Norte | 3:57.52 |       |
| 34      | 1       | 6    | Carles Gómez         | Andorra            | 4:00.02 |       |

### Final

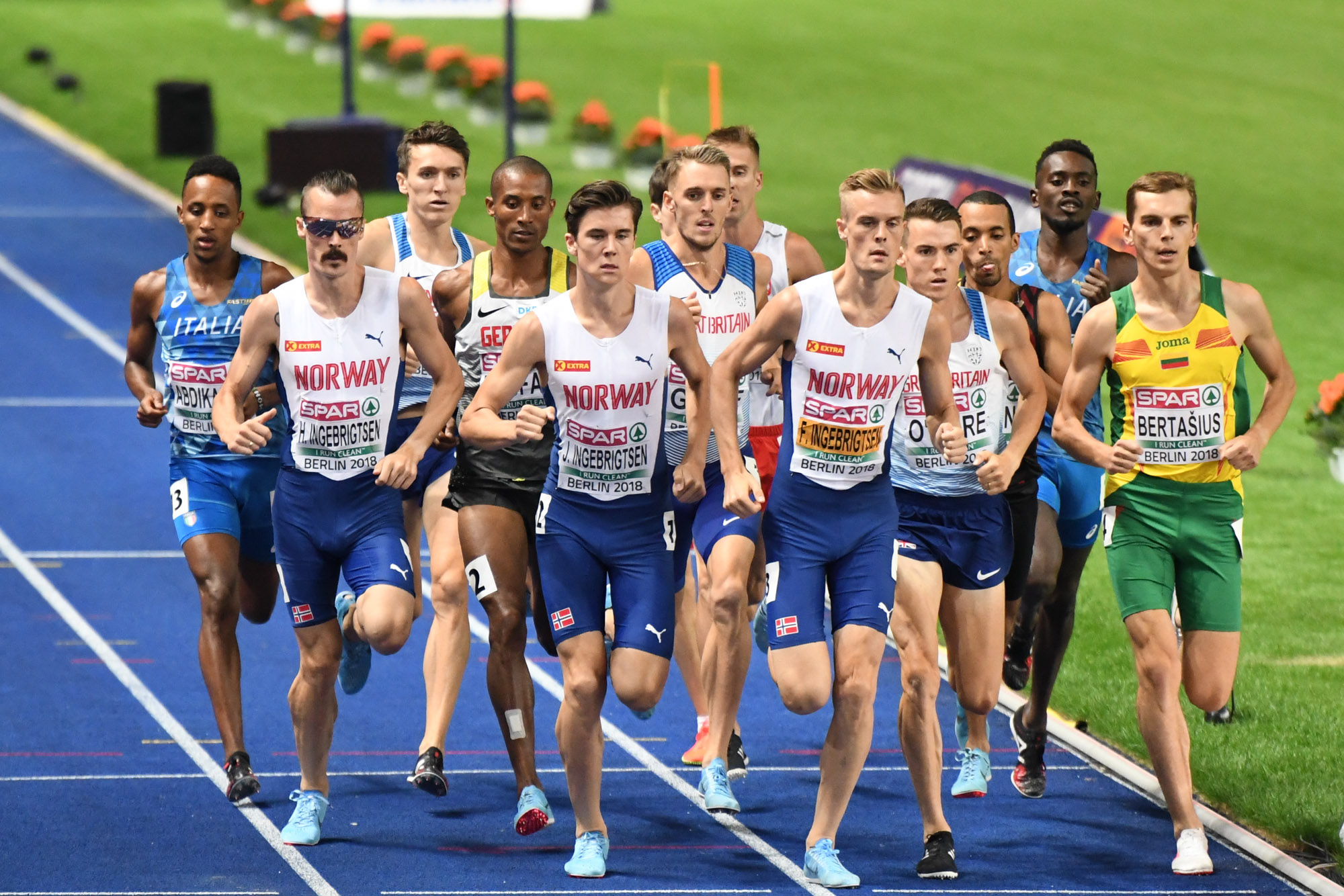
A final

| Posição           | Atleta              | Nacionalidade | Tempo   | Notas |
| ----------------- | ------------------- | ------------- | ------- | ----- |
| Medalha de ouro   | Jakob Ingebrigtsen  | Noruega       | 3:38.10 |       |
| Medalha de prata  | Marcin Lewandowski  | Polónia       | 3:38.14 |       |
| Medalha de bronze | Jake Wightman       | Grã-Bretanha  | 3:38.25 |       |
| 4                 | Henrik Ingebrigtsen | Noruega       | 3:38.50 |       |
| 5                 | Charlie Grice       | Grã-Bretanha  | 3:38.65 |       |
| 6                 | Simas Bertašius     | Lituânia      | 3:39.04 |       |
| 7                 | Timo Benitz         | Alemanha      | 3:39.28 |       |
| 8                 | Ismael Debjani      | Bélgica       | 3:39.48 |       |
| 9                 | Chris O'Hare        | Grã-Bretanha  | 3:39.53 |       |
| 10                | Mohad Abdikadar     | Itália        | 3:39.95 |       |
| 11                | Joao Bussotti       | Itália        | 3:41.31 |       |
| 12                | Filip Ingebrigtsen  | Noruega       | 3:41.66 |       |
| 13                | Homiyu Tesfaye      | Alemanha      | 3:47.83 |       |

Legenda
| Recorde mundial       | Recorde mundial (World record)               |                       | Recorde africano                      | Recorde africano (African) |                                           | Q | Classificado por posição (Qualified) |
| Recorde do campeonato | Recorde do campeonato (Championship record)  | Recorde da América    | Recorde da América (Americas)         | q                          | Classificado por melhor tempo (Qualified) |   |                                      |
| Melhor marca do ano   | Melhor marca do ano (World leading)          | Recorde asiático      | Recorde asiático (Asian)              | DNS                        | Não largou (Did not start)                |   |                                      |
| Recorde nacional      | Recorde nacional (National record)           | Recorde europeu       | Recorde europeu (European)            | DNF                        | Não terminou (Did not finish)             |   |                                      |
| Recorde pessoal       | Recorde pessoal do atleta (Personal best)    | Recorde da Oceania    | Recorde da Oceania (Oceania)          | DSQ / DQ                   | Desclassificado (Disqualified)            |   |                                      |
| Recorde da temporada  | Recorde da temporada do atleta (Season best) | Recorde sul-americano | Recorde sul-americano (South America) | NM                         | Sem marca (No mark)                       |   |                                      |